# 케니프라

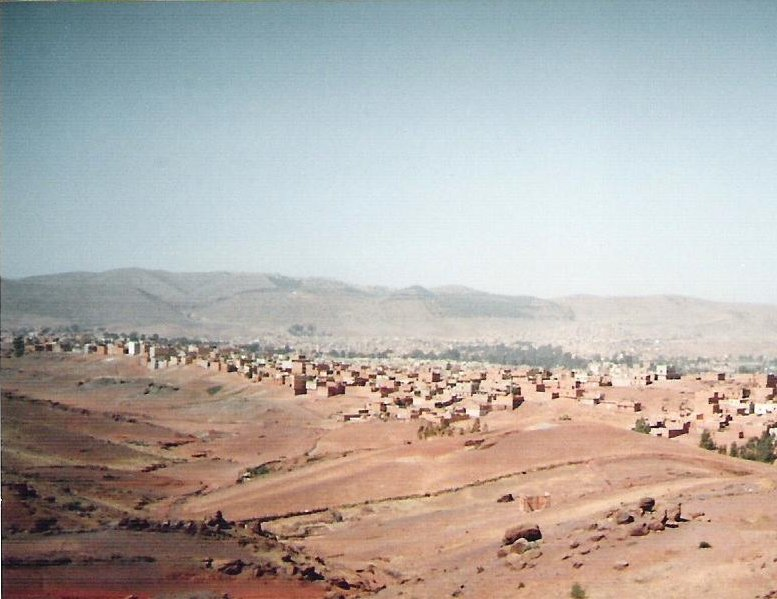

케니프라(아랍어: خنيفرة, Khenifra)는 모로코 중북부 베니멜랄케니프라 지방에 위치한 도시로 인구는 117,510명(2014년 기준)이다.